# Lyssomanes ipanemae
Lyssomanes ipanemae är en spindelart som beskrevs av Galiano 1980. Lyssomanes ipanemae ingår i släktet Lyssomanes och familjen hoppspindlar. Inga underarter finns listade i Catalogue of Life.